# 张晓龙
張曉龍（1975年12月9日—），出生於吉林省辽源市，中國大陸男演員、导演、礼仪指导、中央戏剧学院副教授、硕士生导师。制作并参演多部影视剧，在《後宮甄嬛傳》中饰演温实初太医一角竄紅，多了一個“温太医”的綽號。

## 家族
家中成員：父母、三個哥哥、一個姐姐。
外甥女为毕业于中央戏剧学院的新生代演员张佳宁。

## 经历
出生於吉林農村。
圈内好友包括海清、吴玥以及辽宁籍演员李博。
1994年，以全國第一名考取北京舞蹈学院中国民族民间舞系，其后東北師範大學文學院中國古代史專業，主要研究中國古代禮儀和服飾。
2001年，向清朝末代皇后婉容的弟弟郭布羅·潤麒請教清宮禮儀。
曾任《孔子》、《赤壁》、《画皮II》、《满城尽带黄金甲》等影视作品的礼仪指导。
中央戲劇學院表演系副教授、碩士生導師，文章、鄧超、白百何、斓曦、藍盈瑩、楊鍅涵都是他的學生。
2011年因演出電視劇後宮甄嬛傳裡的溫實初而備受矚目。

## 影视作品

### 电视剧
| 年度   | 劇名                   | 角色         | 备注       |
| 1999年 | 《曹操》               |              | 礼仪指导   |
| 2001年 | 《談談情·練練武》      | 叶俊         |            |
| 2002年 | 《情陷CBD》            | 罗能         |            |
| 2002年 | 《水晶之恋》           | 陈小东       |            |
| 2002年 | 《情有千千劫》         | 张磊         |            |
| 2003年 | 《太阳花开》           | 安皓         |            |
| 2005年 | 《明宫夕照》           | --           | 礼仪指导   |
| 2006年 | 《荀慧生》             | 尚小云       |            |
| 2006年 | 《金婚》               | 苏戈         |            |
| 2006年 | 《大秦帝国》           | --           | 礼仪指导   |
| 2007年 | 《春蚕织梦》           | 宋亨利       |            |
| 2007年 | 《中国造》             | 老托         |            |
| 2007年 | 《婚内外》             | 赵飞         |            |
| 2007年 | 《卧薪尝胆》           | --           | 礼仪指导   |
| 2008年 | 《情证今生》           | 孙大楠       |            |
| 2008年 | 《老师错了》           | 王址         |            |
| 2008年 | 《新三国演义》         | --           | 礼仪指导   |
| 2008年 | 《母仪天下》           | --           | 礼仪指导   |
| 2008年 | 《兵圣》               | --           | 礼仪指导   |
| 2009年 | 《暗香》               | 李克金       |            |
| 2009年 | 《滚滚血脉》           | 刘白石       |            |
| 2009年 | 《美人心计》           | --           | 礼仪指导   |
| 2009年 | 《杨贵妃秘史》         | --           | 礼仪指导   |
| 2009年 | 《神话》               | --           | 礼仪指导   |
| 2009年 | 《苍穹之昴》           | --           | 礼仪指导   |
| 2009年 | 《李白》               | --           | 礼仪指导   |
| 2010年 | 《小兴安岭深处》       | 田文君       |            |
| 2010年 | 《宫锁心玉》           | --           | 礼仪指导   |
| 2010年 | 《美人天下》           | --           | 礼仪指导   |
| 2010年 | 《孔子》               | --           | 礼仪指导   |
| 2011年 | 《大风歌》             | --           | 礼仪指导   |
| 2011年 | 《後宮甄嬛傳》         | 温实初       | 兼礼仪指导 |
| 2013年 | 《爱情面前谁怕谁》     | 郑天乐       |            |
| 2014年 | 《十月围城》           | 李重甲       |            |
| 2014年 | 《懂小姐》             | (客串)       |            |
| 2014年 | 《卧底》               | 吴桐         |            |
| 2015年 | 《陆小凤与花满楼》     | 花满楼       |            |
| 2015年 | 《妻子的谎言》         | 江一斌       |            |
| 2015年 | 《美梦成真》           | 玫瑰初戀男友 | 客串       |
| 2016年 | 《爱人的谎言》         | 易弈         |            |
| 2017年 | 《天泪传奇之凤凰无双》 | 顾清鸿       |            |
| 2017年 | 《极光之恋》           | 李明哲       |            |
| 2023年 | 《问苍茫》             | 汪精卫       |            |
| 2024年 | 《我在大宋开酒吧》     | 刘子渊       | 网络短剧   |
| 2025年 | 《似锦》               | --           | 礼仪指导   |
| 待播   | 《唐砖2:云归喜事》     | --           | 艺术总监   |

### 电影
| 年度   | 片名                 | 角色           | 备注     |
| 2006年 | 《满城尽带黄金甲》   | --             | 礼仪指导 |
| 2007年 | 《赤壁》             | --             | 礼仪指导 |
| 2009年 | 《孔子》             | --             | 礼仪指导 |
| 2009年 | 《麦田》             | --             | 礼仪指导 |
| 2009年 | 《花木蘭》           | --             | 礼仪指导 |
| 2009年 | 《狄仁杰之通天帝国》 | --             | 礼仪指导 |
| 2011年 | 《鳳凰 》            | --             | 礼仪指导 |
| 2011年 | 《画圣吴道子》       | --             | 礼仪指导 |
| 2011年 | 《画皮2》            | --             | 礼仪指导 |
| 2018年 | 《现场直播》         | 柯日生         | 網絡電影 |
| 2020年 | 《打噴嚏》           | 超級英雄音波俠 |          |
| 2022年 | 《秋蝉》             |                | 網絡電影 |

### 節目真人秀
| 年度   | 頻道     | 節目         |
| 2015年 | 河南卫视 | 《文学英雄》 |
| 2021年 | 東方衛視 | 《追光吧！》 |

### 导演作品
- 《2012皇城国际旅游节开幕式》
- 《哈辉 新雅乐世界巡回演唱会启动仪典》
- 《弦诗 跨界音乐会》
- 《新雅乐世界巡回演唱会--以色列》
- 《展翅之美—一汽大众二十年庆典》
- 《理想丰满—万通集团二十年庆典》
- 《2010奥迪A5上市发布会》
- 《2011奥迪A8L上市发布会》
- 《红歌耀东方》
- 《佛光大典》
- 《道解—都江堰》

### 执行制作
- 话剧《疯人院飞了》
- 《2010奥迪全系列宣传片》
- MTV《子衿》《茶香》

## 禮儀指導

### 话剧形体及礼仪指导
- 《秦王政》
- 《赵氏孤儿》
- 《知己》
- 《桃花扇》
- 《虎符》
- 《伊凡诺夫》
- 《唐璜》
- 《长梦》
- 《蝴蝶是自由的》
- 《说谎的人》
- 《我和春天有个约会》
- 《文那，从树上下来吧》

### 实景演出礼仪指导
- 承德《康熙大典》
- 《中华泰山封禅大典》

## 学术成就

### 教研项目
- 2006年北京市教委教改立项项目　《戏剧影视表演形体教学中国古代礼仪研究---先秦、秦、汉部分》
- 2008年北京市教委教改立项重点面上项目　《戏剧形体教学中唐、宋时期礼仪研究》

### 出版作品
- 《戏剧影视表演形体课教材–中国民族民间舞蹈》
- 《浅谈戏剧表演形体课中的古代礼仪教育》
- 《古礼今说》
- 《中国古代礼仪文化的内涵及其在影视剧中的运用》
- 《古舞盛宴飨饕餮》
- 《古代礼仪进入戏剧形体教学之探索》
- 《汉唐乐舞复原写意论》
- 《论戏剧表演形体课中言传身教的教学方法》
- 《汉唐舞蹈的美学探索——观“寻根溯祖谱华风”舞蹈专场晚会有感》

### 综艺采访
- 2012年10月21日 《超级访问》 主持人：李静、戴军 嘉宾：张佳宁、张晓龙
- 2013年1月9日《非常静距离》 主持人：李静 嘉宾：张佳宁、张译
- 2013年1月25日 大学生了没
- 2013年1月17日 & 2月13日 康熙来了
- 2013年4月16日 爱情连连看
- 2013年6月8日 快乐大本营
- 2013年9月16日 幸福字典
- 2013年11月7日 奇舞飞扬
- 2013年12月29日《非常静距离》 主持人：李静 嘉宾：张佳宁、张晓龙

## 獎項
| 年份   | 頒獎典禮                   | 獎項               | 劇名               |
| ------ | -------------------------- | ------------------ | ------------------ |
| 2012年 | 2012国剧盛典               | 最具突破精神男演员 | 《甄嬛傳》         |
| 2013年 | 2013国剧盛典               | 極具潛質演員       | 《愛情面前誰怕誰》 |
| 2014年 | 2014国剧盛典               | 最具荧屏表现力演员 | 《十月圍城》       |
| 2015年 | 2015国剧盛典               | 年度媒体最关注演员 |                    |
| 2017年 | 2017加拿大金楓葉國際電影節 | 最佳男演员         | 《現場直播》       |

## 外部連結
- 张晓龙的新浪微博
- 张晓龙的Facebook專頁
- 张晓龙在互联网电影资料库（IMDb）上的資料（英文）
- 张晓龙在豆瓣上的资料（简体中文）
- 张晓龙在时光网上的簡介（简体中文）
- 華誼兄弟時代文化經紀有限公司